# Outra Semana no Cartoon
Outra Semana no Cartoon foi uma série de curtas-metragens transmitido pelo canal de televisão Cartoon Network América Latina, lançado em maio de 2015 e finalizada em 19 de maio de 2021. Os episódios online estão também disponíveis no site oficial do mesmo canal e no YouTube. Foi criado e realizado pelo uruguaio Agustín Ferrando Trenchi.
Eram usadas cenas das séries originais e adquiridas pelo canal, como Hora de Aventura, O Show de Tom e Jerry, Apenas um Show, Steven Universo, Clarêncio, o Otimista, Titio Avô, O Incrível Mundo de Gumball, Os Jovens Titãs em Ação e Ben 10: Omniverse. A partir da segunda temporada, foram acrescentadas as séries Ursos Sem Curso, a nova versão das Meninas Superpoderosas e Irmão do Jorel. Na terceira temporada, foram acrescentadas as séries Poderosas Magiespadas e a nova versão do Ben 10. Na quarta temporada, foram acrescentadas as séries Maça e Cebola, OK K.O.! Vamos ser Heróis e Acampamento de Verão. Na quinta temporada, foram acrescentadas as séries Victor e Valentino, Zeta e Ozz e DC Super Hero Girls.
A abertura da primeira e segunda temporada são diferentes. Além disso, havia uma estreia especial da segunda temporada dedicado as Meninas Superpoderosas. Um novo episódio foi transmitido a cada duas semanas. A abertura a partir da quarta temporada é totalmente diferentes da outra, com vários temas e vários personagens com suas falas famosas.

## Resumo
| Temporada | Temporada | Episódios | Exibição original     | Exibição original      | Exibição no Brasil    | Exibição no Brasil     |
| Temporada | Temporada | Episódios | Estreia               | Final                  | Estreia               | Final                  |
| --------- | --------- | --------- | --------------------- | ---------------------- | --------------------- | ---------------------- |
|           | 1         | 13        | 4 de maio de 2015     | 14 de dezembro de 2015 | 4 de maio de 2015     | 14 de dezembro de 2015 |
|           | Especial  | 1         | 19 de outubro de 2015 | 19 de outubro de 2015  | 19 de outubro de 2015 | 19 de outubro de 2015  |
|           | 2         | 12        | 6 de junho de 2016    | 5 de novembro de 2016  | 4 de junho de 2016    | 5 de novembro de 2016  |
|           | 3         | 13        | 22 de abril de 2017   | 21 de outubro de 2017  | 22 de abril de 2017   | 21 de outubro de 2017  |
|           | Especial  | 1         | 21 de outubro de 2017 | 21 de outubro de 2017  | 21 de outubro de 2017 | 21 de outubro de 2017  |
|           | 4         | 13        | 16 de junho de 2018   | 1 de dezembro de 2018  | 16 de junho de 2018   | 1 de dezembro de 2018  |
|           | 5         | 13        | 18 de maio de 2019    | 26 de novembro de 2019 | 18 de maio de 2019    | 26 de outubro de 2019  |
|           | 6         | 5         | 22 de agosto de 2020  | 19 de maio de 2021     | 22 de agosto de 2020  | 19 de maio de 2021     |
| Total     | Total     | 68        | 2015                  | 2020                   | 2015                  | 2020                   |

## 1ª Temporada (2015)
| # (Série) | # (Temp.) | Título                                                                | Exibição Original                                          | Exibição Brasil                 |
| --------- | --------- | --------------------------------------------------------------------- | ---------------------------------------------------------- | ------------------------------- |
| 01        | 01        | "Rosquinhas (BR)" "¡Otra Semana en Cartoon!"                          | 4 de maio de 2015 (Televisão) 19 de maio de 2015 (online)  | 4 de maio de 2015 (online)      |
| 02        | 02        | "Contando e Misturando (BR)" "¡Otra Semana en Cartoon!"               | 18 de maio de 2015 (Televisão) 18 de maio de 2015 (online) | 18 de maio de 2015 (online)     |
| 03        | 03        | "Manteigas Espaciais e Frisbee Pizza (BR)" "¡Otra Semana en Cartoon!" | 1 de junho de 2015 (Televisão) 3 de junho de 2015 (online) | 1 de junho de 2015 (online)     |
| 04        | 04        | "A Mosca Fantasma e Batatas Fritas (BR)" "¡Otra Semana en Cartoon!"   | 15 de junho de 2015 (online)                               | 15 de junho de 2015 (online)    |
| 05        | 05        | "Cozinhando com o Cartoon (BR)" "¡Otra Semana en Cartoon!"            | 29 de junho de 2015 (online)                               | 29 de junho de 2015 (online)    |
| 06        | 06        | "Maneiro (BR)" "¡Otra Semana en Cartoon!"                             | 13 de julho de 2015 (online)                               | 13 de julho de 2015 (online)    |
| 07        | 07        | "Lixo ao Cesto! (BR)" "¡Otra Semana en Cartoon!"                      | 27 de julho de 2015 (online)                               | 27 de julho de 2015 (online)    |
| 08        | 08        | "Buzinástico (BR)" "¡Otra Semana en Cartoon!"                         | 10 de agosto de 2015 (online)                              | 10 de agosto de 2015 (online)   |
| 09        | 09        | "Torre sem Finn (BR)" "¡Otra Semana en Cartoon!"                      | 24 de agosto de 2015 (online)                              | 24 de agosto de 2015 (online)   |
| 10        | 10        | "Notícias Felinas (BR)" "¡Otra Semana en Cartoon!"                    | 9 de setembro de 2015 (online)                             | 9 de setembro de 2015 (online)  |
| 11        | 11        | "Confusões e Prisões (BR)" "¡Otra Semana en Cartoon!"                 | 21 de setembro de 2015 (online)                            | 21 de setembro de 2015 (online) |
| 12        | 12        | "A Mãe do João Banana (BR)" "¡Otra Semana en Cartoon!"                | 5 de outubro de 2015 (online)                              | 5 de outubro de 2015 (online)   |
| 13        | 13        | "Especial Brasil (BR)" "¡Otra Semana en Cartoon!"                     | 19 de outubro de 2015 (online)                             | 19 de outubro de 2015 (online)  |
| 14        | 14        | "Retrospectiva de 2015 (BR)" "¡Otra Semana en Cartoon!"               | 14 de dezembro de 2015 (online)                            | 14 de dezembro de 2015 (online) |

## 2ª Temporada (2016)
| # (Série) | # (Temp.) | Título                                                                 | Exibição Original                                                  | Exibição Brasil                                                    |
| --------- | --------- | ---------------------------------------------------------------------- | ------------------------------------------------------------------ | ------------------------------------------------------------------ |
| 15        | 01        | "Gatinhos Fofos (BR)" "Gatitos Adorables"                              | 6 de junho de 2016 (Televisão) 7 de junho de 2016 (online)         | 4 de junho de 2016 (online) 6 de junho de 2016 (Televisão)         |
| 16        | 02        | "Divertificador (BR)" "Entretenerador"                                 | 18 de junho de 2016 (online) 20 de junho de 2016 (Televisão)       | 18 de junho de 2016 (online) 20 de junho de 2016 (Televisão)       |
| 17        | 03        | "Gilben"                                                               | 1 de julho de 2016 (online) 4 de julho de 2016 (Televisão)         | 2 de julho de 2016 (online) 4 de julho de 2016 (Televisão)         |
| 18        | 04        | "MuFinn e Conspirações (BR)" "Mu-Finn y Conspiraciones"                | 16 de julho de 2016 (online) 18 de julho de 2016 (Televisão)       | 16 de julho de 2016 (online) 18 de julho de 2016 (Televisão)       |
| 19        | 05        | "Personito Secundagem Favortário (BR)" "Personito Secundaje Favotario" | 30 de julho de 2016 (online) 1 de agosto de 2016 (Televisão)       | 30 de julho de 2016 (online) 1 de agosto de 2016 (Televisão)       |
| 20        | 06        | "Expectativa / Realidade (BR)" "Expectativa / Realidad"                | 13 de agosto de 2016 (online) 15 de agosto de 2016 (Televisão)     | 13 de agosto de 2016 (online) 15 de agosto de 2016 (Televisão)     |
| 21        | 07        | "E por Falar em Calças (BR)" "Hablando de Pantalones"                  | 28 de agosto de 2016 (online) 29 de agosto de 2016 (Televisão)     | 27 de agosto de 2016 (online) 29 de agosto de 2016 (Televisão)     |
| 22        | 08        | "Steve Pixel (BR)" "Pixel Steve"                                       | 10 de setembro de 2016 (online) 12 de setembro de 2016 (Televisão) | 10 de setembro de 2016 (online) 12 de setembro de 2016 (Televisão) |
| 23        | 09        | "O Bronzeado do Greg (BR)" "El Bronceado de Greg"                      | 24 de setembro de 2016 (online) 26 de setembro de 2016 (Televisão) | 24 de setembro de 2016 (online) 26 de setembro de 2016 (Televisão) |
| 24        | 10        | "Amiguinho (BR)" "Amiguito"                                            | 8 de outubro de 2016 (online) 10 de outubro de 2016 (Televisão)    | 8 de outubro de 2016 (online) 10 de outubro de 2016 (Televisão)    |
| 25        | 11        | "Vermelho Raiva (BR)" "Rojo Enojo"                                     | 22 de outubro de 2016 (online) 24 de outubro de 2016 (Televisão)   | 22 de outubro de 2016 (online) 24 de outubro de 2016 (Televisão)   |
| 26        | 12        | "E o Informante é... (BR)" "Y el Informante es..."                     | 5 de novembro de 2016 (Online) 7 de novembro de 2016 (Televisão)   | 5 de novembro de 2016 (online) 7 de novembro de 2016 (Televisão)   |

## 3ª Temporada (2017)
| # (Série) | # (Temp.) | Título                                                                | Exibição Original                                           | Exibição Brasil                                             |
| --------- | --------- | --------------------------------------------------------------------- | ----------------------------------------------------------- | ----------------------------------------------------------- |
| 27        | 01        | " Especial Ben 10"                                                    | 22 de abril de 2017 (online) 24 de abril de 2017 (TV)       | 22 de abril de 2017 (online) 24 de abril de 2017 (TV)       |
| 28        | 02        | "Pássaros, Pássaros e Mais Pássaros" "Pájaros, Pájaros y Más Pájaros" | 6 de maio de 2017 (online) 8 de maio de 2017 (TV)           | 6 de maio de 2017 (online) 8 de maio de 2017 (TV)           |
| 29        | 03        | "Não Confie em Ninguém" "No Confíen en Nadie"                         | 20 de maio de 2017 (online) 22 de maio de 2017 (TV)         | 20 de maio de 2017 (online) 22 de maio de 2017 (TV)         |
| 30        | 04        | "Pular Anúncio" "Ya Puedes Saltar el Video"                           | 3 de junho de 2017 (online) 5 de junho de 2017 (TV)         | 3 de junho de 2017 (online) 5 de junho de 2017 (TV)         |
| 31        | 05        | "Momento Incômodo" "Momento Incómodo"                                 | 17 de junho de 2017 (online) 19 de junho de 2017 (TV)       | 17 de junho de 2017 (online) 19 de junho de 2017 (TV)       |
| 32        | 06        | "Stu"                                                                 | 1 de julho de 2017 (online) 3 de julho de 2017 (TV)         | 1 de julho de 2017 (online) 3 de julho de 2017 (TV)         |
| 33        | 07        | "Viagem no Tempo" "Viajes en el Tiempo"                               | 15 de julho de 2017 (online) 17 de julho de 2017 (TV)       | 15 de julho de 2017 (online) 17 de julho de 2017 (TV)       |
| 34        | 08        | "Todo Errado" "Todo Mal"                                              | 29 de julho de 2017 (online) 31 de julho de 2017 (TV)       | 29 de julho de 2017 (online) 31 de julho de 2017 (TV)       |
| 35        | 09        | "Laranja" "Naranja"                                                   | 12 de agosto de 2017 (online) 14 de agosto de 2017 (TV)     | 12 de agosto de 2017 (online) 14 de agosto de 2017 (TV)     |
| 36        | 10        | "Raivoso Johnson" "Enojon Johnson"                                    | 26 de agosto de 2017 (online) 28 de agosto de 2017 (TV)     | 26 de agosto de 2017 (online) 28 de agosto de 2017 (TV)     |
| 37        | 11        | "Carma Instantâneo" "Karma Instantáneo"                               | 9 de setembro de 2017 (online) 11 de setembro de 2017 (TV)  | 9 de setembro de 2017 (online) 11 de setembro de 2017 (TV)  |
| 38        | 12        | "Sorvete" "¿Podemos Comer Helado?"                                    | 23 de setembro de 2017 (online) 25 de setembro de 2017 (TV) | 23 de setembro de 2017 (online) 25 de setembro de 2017 (TV) |
| 39        | 13        | "James Baxter"                                                        | 7 de outubro de 2017 (online) 9 de outubro de 2017 (TV)     | 7 de outubro de 2017 (online) 9 de outubro de 2017 (TV)     |
| 40        | 14        | "Especial Respondendo Comentários" "Especial Respodiendo Comentarios" | 21 de outubro de 2017 (online) 23 de outubro de 2017 (TV)   | 21 de outubro de 2017 (online) 23 de outubro de 2017 (TV)   |

## 4ª Temporada (2018)
| # (Série) | # (Temp.) | Título                                                              | Exibição Original                                           | Exibição Brasil                                             |
| --------- | --------- | ------------------------------------------------------------------- | ----------------------------------------------------------- | ----------------------------------------------------------- |
| 41        | 01        | "Os Novatos" "Los Nuevos"                                           | 16 de junho de 2018 (online) 18 de junho de 2018 (TV)       | 16 de junho de 2018 (online) 18 de junho de 2018 (TV)       |
| 42        | 02        | "A Técnica dos Troca Peles" "La Técnica de los Cambiapieles"        | 30 de junho de 2018 (online) 2 de julho de 2018 (TV)        | 30 de junho de 2018 (online) 2 de julho de 2018 (TV)        |
| 43        | 03        | "Tudo Sobre Jeff" "Todo Sobre Jeff"                                 | 14 de julho de 2018 (online) 16 de julho de 2018 (TV)       | 14 de julho de 2018 (online) 16 de julho de 2018 (TV)       |
| 44        | 04        | "1967"                                                              | 28 de julho de 2018 (online) 30 de julho de 2018 (TV)       | 28 de julho de 2018 (online) 30 de julho de 2018 (TV)       |
| 45        | 05        | "Falafael"                                                          | 11 de agosto de 2018 (online) 13 de agosto de 2018 (TV)     | 11 de agosto de 2018 (online) 13 de agosto de 2018 (TV)     |
| 46        | 06        | "Pausa Para Risos" "Pausa Para Risas"                               | 25 de agosto de 2018 (online) 27 de agosto de 2018 (TV)     | 25 de agosto de 2018 (online) 27 de agosto de 2018 (TV)     |
| 47        | 07        | "Vocês Merecem" "Ustedes se lo Merecen"                             | 8 de setembro de 2018 (online) 10 de setembro de 2018 (TV)  | 8 de setembro de 2018 (online) 10 de setembro de 2018 (TV)  |
| 48        | 08        | "Gumbald?" "¿Gumbald?"                                              | 22 de setembro de 2018 (online) 24 de setembro de 2018 (TV) | 22 de setembro de 2018 (online) 24 de setembro de 2018 (TV) |
| 49        | 09        | "Aniversário do Finn" "El Cumpleaños de Finn"                       | 6 de outubro de 2018 (online) 8 de outubro de 2018 (TV)     | 6 de outubro de 2018 (online) 8 de outubro de 2018 (TV)     |
| 50        | 10        | "Kevin"                                                             | 20 de outubro de 2018 (online) 22 de outubro de 2018 (TV)   | 20 de outubro de 2018 (online) 22 de outubro de 2018 (TV)   |
| 51        | 11        | "Pijamas"                                                           | 3 de novembro de 2018 (online) 5 de novembro de 2018 (TV)   | 3 de novembro de 2018 (online) 5 de novembro de 2018 (TV)   |
| 52        | 12        | "Bigode" "Bigote"                                                   | 17 de novembro de 2018 (online) 19 de novembro de 2018 (TV) | 17 de novembro de 2018 (online) 19 de novembro de 2018 (TV) |
| 53        | 13        | "Último Episódio Dessa Temporada" "Último episodio de la temporada" | 1 de dezembro de 2018 (online) 3 de dezembro de 2018 (TV)   | 1 de dezembro de 2018 (online) 3 de dezembro de 2018 (TV)   |

## 5ª Temporada (2019)
| # (Série) | # (Temp.) | Título                     | Exibição Original                                   | Exibição Brasil                                     |
| --------- | --------- | -------------------------- | --------------------------------------------------- | --------------------------------------------------- |
| 54        | 01        | "Novo Alien" "Nuevo Alien" | 18 de maio de 2019 (online) 20 de maio de 2019 (TV) | 18 de maio de 2019 (online) 20 de maio de 2019 (TV) |